# Bad Hair Day
Bad Hair Day — девятый студийный альбом «Странного Эла» Янковича, выпущенный 12 марта 1996 года. Альбом содержит несколько хитовых синглов, в том числе «Amish Paradise» высмеивающий песню «Gangsta’s Paradise» Кулио и образ жизни амишей (занял 53-е место в чарте Billboard Hot 100), а также «Gump», который пародировал «Lump» группы The Presidents of the United States of America и фильм «Форрест Гамп» (добрался до 102-й строчки в том же чарте). Это был последний студийный альбом Янковича, изданный на лейбле Scotti Brothers, так как в 1999 году он был поглощён фирмой Volcano. А также последней пластинкой музыканта, на которой он фигурировал в классическом имидже (к 1998 году Янкович сбрил усы, отпустил волосы и сделал лазерную коррекцию зрения).
В музыкальном плане Bad Hair Day базируется на пародиях и стилизациях под поп- и рок-музыку середины 1990-х в основном ориентированных на альтернативных, а также на хип-хоп-музыкантов. Помимо этого, альбом включает стилевые пародии, в которых Янкович подражал конкретным исполнителям, таким как They Might Be Giants и Элвис Костелло. После релиза композиция «Amish Paradise» стала причиной небольшого скандала после того, как рэпер Кулио выразил недовольство тем, что Янкович спародировал его песню. Хотя позже они помирились.
Bad Hair Day получил преимущественно положительные отзывы критиков. В частности, многие из них хвалили «Amish Paradise» который стал одним из самых известных синглов в карьере Янковича. Альбом занял 14-е место в национальном американском хит-параде Billboard 200. Только в 1996 году в США было продано 1 317 000 его копий, что является самым высоким показателем продаж среди комедийных альбомов за один календарный год (за всё время мониторинга системы Nielsen SoundScan, запущенной в 1991 году). Bad Hair Day стал шестой золотой пластинкой Янковича в Соединённых Штатах, впоследствии получив дважды «платиновый» статус от Американской ассоциацией звукозаписывающей индустрии (RIAA). Альбом также получил «платиновую» сертификацию в Канаде от CRIA.

## Запись
В ноябре 1994 года Янкович приехал в студию Santa Monica Sound Recorders (Санта-Моника, штат Калифорния), где начал запись материала для нового альбома. Музыкант решил сам продюсировать запись, заручившись поддержкой аккомпанирующей группы: Джона Шварца (ударные), Стива Джея (бас) и Джима Уэста (гитара). Альбом был записан за пять сессий. Первая началась 30 ноября, по её итогу были готовы две оригинальные песни — «Callin 'In Sick» и «Everything You Know Is Wrong». Во время второй, проходившей на следующий день, были записаны ещё три: «I Remember Larry», «The Night Santa Went Crazy» и «Since You’ve Been Gone». Третья сессия состоялась 5 ноября 1995 года — её результатом стала оригинальная песня «I’m So Sick of You», а также пародия «Cavity Search». Во время четвёртой была создана «The Alternative Polka» и две пародии — «Gump» и «Phony Calls». В свою очередь, ещё две пародии, «Amish Paradise» и «Syndicated Inc.» стали плодом финальной сессии.

### Оригинальный материал
Песня «Callin 'In Sick» представляет собой стилистическую пародию на рок-музыку Сиэтла, главным образом гранж (её название перекликается с «Touch Me I’m Sick» группы Mudhoney). В свою очередь, композиция «Everything You Know Is Wrong» является стилизацией под творчество группы They Might Be Giants. Янкович объяснил, что он «пытался написать песню в их стиле, возможно, даже немного более извращённом». Музыкант намекнул для фанатов коллектива, что песня наполнена «небольшими отсылками на другие их песни». Однако позднее Янкович признал, что порой их было достаточно непросто считать и «понять что именно послужило источником вдохновения». Название песни было навеяно одноимённым альбомом комедийной труппы The Firesign Theatre, 1974 года.
«I Remember Larry» является стилистической пародией на Хилли Майклза. Сюжет песни повествует историю о соседском хулигане, который после множества розыгрышей вынуждает рассказчика похитить его и оставить умирать в лесу. На отметке 3:10 песня содержит замаскированное сообщение, записанное задом наперёд: «Вау, у тебя должно быть очень много свободного времени». «The Night Santa Went Crazy» рассказывает историю о том, как Санта Клаус сошёл с ума и стал убийцей. В конце песни его арестовывают, однако в первоначальной версии Санту убивал отряд спецназа. В итоге эта версия, получившая название «Extra Gory», была выпущена в качестве би-сайда сингла «Amish Paradise». В 1999 году Янкович сочинил третью версию песни специально для концертного тура Touring with Scissors, она сочетала элементы двух предыдущих вариантов. «Since You’ve Been Gone» представляет собой композицию в стиле ду-воп спетую а капелла, в которой подробно рассказывается о мучениях возлюбленного после того, как объект его вожделений бросает его. Янкович сам исполнил бо́льшую часть вокала, и, чтобы удостовериться, что он смог попасть в ноты, в песню был добавлен специальный скретч-трек; его удалили в процессе микширования. В дополнение был записан вокал Стива Джеймса, который спел низким голосом. «I’m So Sick of You» является стилистической пародией на Элвиса Костелло, в которой автор перечисляет своей девушке всё, что он в ней ненавидит.

### Пародии
Первой пародией, записанной для альбома, была «Cavity Search». Мелодия песни базировалась на хите U2 «Hold Me, Thrill Me, Kiss Me, Kill Me», а её сюжет был посвящён страху похода к стоматологу. Чтобы усилить стоматологическую тематику, Янкович позвал своего настоящего дантиста, который принёс бормашину и удалённый человеческий зуб. Музыкант записал звуки сверления зуба и добавил их в песню. Вторая пародия представляла собой пастиш на хит группы TLC «Waterfalls» под названием «Phony Calls» посвящённый теме телефонных розыгрышей. Во время бриджа поверх музыки был добавлен отрывок из эпизода «Blood Feud» мультсериала «Симпсоны». Поскольку звуковой отрывок был добавлен уже из существовавшего эпизода, Янкович отметил, что «это была довольно приятная сделка для актёров озвучивания Симпсонов. Каждый из них получил приличную сумму денег, и им даже не нужно было приходить в студию!». Перед звонком слышно, как набирается номер 372-5806, который был домашним номером телефона гитариста Джима Уэста. Следующей пародией, записанной для альбома, была «Gump» выстроенная на «Lump» группы The Presidents of the United States of America. В песне пересказывался основной сюжет хита проката 1994 года «Форрест Гамп» повествующем о наивном и глуповатом уроженце Алабамы, который становится выдающимся атлетом и свидетелем, а в некоторых случаях — участником ряда определяющих событий второй половины XX-го века, произошедших в США. Композиция была выпущена в качестве второго сингла альбома и получила сопроводительное видео.

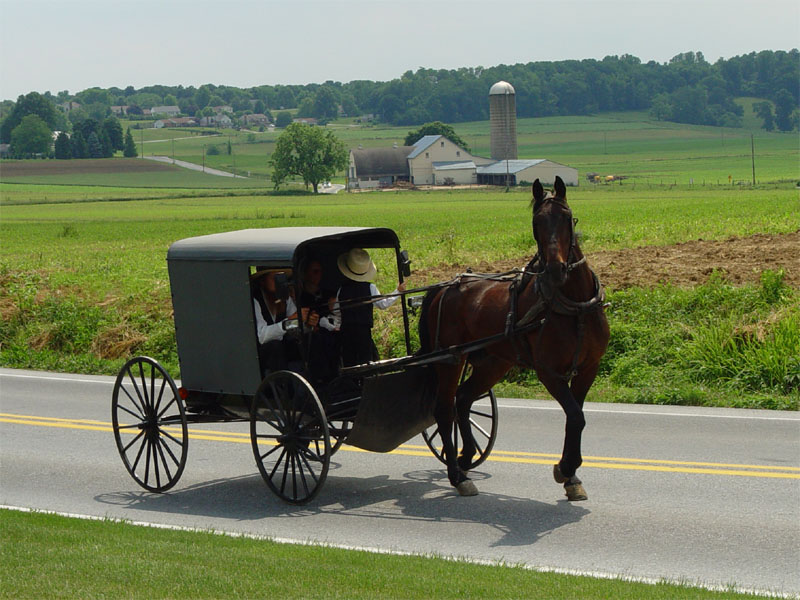
В композиции «Amish Paradise» Янкович высмеивает образ жизни амишей

15 января 1996 года началась запись песни «Amish Paradise» позже выбранной в качестве ведущего сингла. Янкович чувствовал, что пародия на Кулио будет успешной, так как у рэпера был «узнаваемый образ, с которым можно было поэкспериментировать». Он пояснял: «Мне нравится пародировать людей, у которых есть, знаете ли, яркий образ, в отличие от гомогонизированных [sic], серых и не имеющих индивидуальности личностей, а Кулио определённо выделяется из толпы». Янкович был уверен, что сопоставление «гангстерской» тематики оригинальной песни с образом жизни амишей получится очень юмористичным. После того, как Янкович сообщил своему лейблу, что будет пародировать Кулио, боссы попросили его сделать обложку тоже отсылающей к рэперу. В тот период у Янковича вертелось в голове придуманное им словосочетание Bad Hair Day, и музыкант решил, что оно может подойти для подкола звезды хип-хопа, который был известен своей необычной причёской. Последняя пародия, записанная для альбома «Syndicated Inc.» (высмеивающая «Misery» группы Soul Asylum) представляла собой любовную оду телевизионной синдикации.
Как и предыдущие альбомы Янковича, Bad Hair Day включает традиционное попурри в стиле полька «The Alternative Polka» состоящее из хитов того времени. Изначально трек содержал припев песни «Buddy Holly» перепетый Янковичем. Однако автор песни, фронтмен группы Weezer Риверс Куомо потребовал убрать его незадолго до релиза альбома. Музыкант был вынужден вырезать этот кусок из мастер-ленты вручную. Тем не менее Weezer все ещё фигурировали в примечаниях к буклету, так как обложка уже была напечатана. 25 июня 2010 года, более чем через 14 лет после выхода альбома, Янкович выпустил клип на несведённую и немастированную версию песни «Buddy Holly» на своём официальном канале YouTube.

### Неиспользованные пародии
Помимо пяти пародий, попавших на альбом, у Янковича было несколько идей, которые не удалось реализовать. Первоначально комик хотел переделать хит The Offspring «Come Out and Play» в песню о стирке под названием «Laundry Day». Версии о том, почему песня так и не была записана, расходятся: либо Янкович так и не обратился к The Offspring по поводу выпуска пародии, либо группа отказала в разрешении. Однако музыкант исполнял эту песню на своих концертах в период с 1996 по 2000 годы. Несмотря на наудачу с идеей о «Come Out and Play», позднее Странный Эл получил разрешение спародировать другой хит группы «Pretty Fly (for a White Guy)» (1998) переделанный им в «Pretty Fly for a Rabbi» для альбома Running with Scissors (1999). Янкович также хотел записать пародию на хит из сборника группы The Beatles «Free as a Bird» переделав его в «Gee, I’m a Nerd». Янкович спросил Пола Маккартни, относящегося с теплотой к его творчеству, может ли он спародировать эту песню. Экс-битл не имел возражений, но поскольку «Free as a Bird» была написана Джоном Ленноном, Маккартни передал запрос музыканта на откуп Йоко Оно, которая отказала ему в разрешении, потому что ей не понравилась идея песни.
Янкович также намеревался записать пародии на сингл «Numb» группы U2 и хит The Rembrandts «I’m Be There for You». Первая песня должна была называться «Green Eggs and Ham», в ней музыкант декламировал различные строки из одноимённой книги доктора Сьюза. U2 одобрили пародию, но Янкович не смог получить разрешение от наследников Сьюза. В свою очередь, «I’ll Be There for You» должна была быть переделана в «I’ll Repair For You» высмеивая в тексте популярный ситком 1990-х «Большой ремонт». The Rembrandts также поддержали идею, однако продюсеры сериала «Друзья» Дэвид Крейн и Марта Кауффман (где эта композиция звучит в качестве заглавной темы) не хотели, чтобы песня примелькалась у аудитории, и отказали музыканту. Все отклонённые пародии неоднократно исполнялись Янковичем на концертах.

## Скандал с Кулио
Главный сингл альбома «Amish Paradise» стал причиной небольшого скандала после того, как Кулио заявил, что Янкович не обращался к нему с просьбой о записи пародии. Музыкант взял за правило спрашивать разрешение у артистов, которых он пародировал, хотя это не требовалось по закону, поскольку пародии подпадают под действие правил добросовестного использования. Когда он обратился к своему лейблу Scotti Brothers Records согласовать разрешение на «Gangsta’s Paradise» ему сообщили, что Кулио не возражает. Позже рэпер утверждал, что не давал своего согласия, сделав заявление во время церемонии «Грэмми» в котором высказал своё недовольство по поводу того, что Янкович «осквернил» его песню.
Появились предположения, что Кулио первоначально дал разрешение, но потом передумал, или что звукозаписывающая компания Янковича солгала музыканту в надежде, что песня станет популярной. Позднее пародист рассказал телеканалу VH1, что он написал рэперу письмо с искренними извинениями, которое так и осталось без ответа, и что Кулио никогда не жаловался, когда получал свою долю от доходов песни. Серия фотографий, сделанных на стенде XM Satellite Radio во время выставки Consumer Electronics Show 2006, и информация в разделе «Спросите Эла» на веб-сайте Янковича позволяют предположить, что они с Кулио помирились. По словам музыканта, он был очень удивлён, когда рэпер подошёл к нему поболтать. Позже он пошутил на форуме своего сайта: «Сомневаюсь что меня пригласят на вечеринку по случаю дня рождения Кулио, но, по крайней мере, я могу перестать надевать бронежилет, когда собираюсь в магазин за продуктами».

## Продвижение
Звукозаписывающей компанией Янковича была подготовлена маркетинговая стратегия для продвижения альбома, которая включала появление музыканта с причёской в стиле Кулио на церемонии American Music Awards (январь 1996 года). Журнал Billboard тут же отреагировал заголовком, отмечая, что это был «намёк кто будет очередной жертвой пародии комика». В начале марта в качестве ведущего сингла была выпущена песня «Amish Paradise» на фоне ротации «Gangsta’s Paradise» на радиостанциях. Через четыре дня состоялся релиз одноимённого видеоклипа. Успеху альбома также поспособствовал выпуск сингла «Gump» 25 апреля и сопутствующего видео. Кроме того, с продвижением альбома помогла компания Warner Music Group, выкупившая права на распространение альбомов Scotti Brothers у фирмы BMG.
В поддержку альбома был организован концертный тур Bad Hair Tour, который длился с 24 мая 1996 года по 19 октября 1997-го. Бо́льшая часть турне проходила в Соединённых Штатах, хотя в первой его половине Янкович также посетил Канаду. В общей сложности было отыграно 130 концертов. Первоначально существовали планы расширить географию турне и согласовать гастроли по Европе в зависимости от того, сможет ли All American Music Group обеспечить международный релиз альбома. Однако это идея так и не была реализована.

## Отзывы критиков
| Оценки критиков         | Оценки критиков |
| Источник                | Оценка          |
| ----------------------- | --------------- |
| AllMusic                | [ 34 ]          |
| The Baltimore Sun       | позитивная      |
| Pitchfork               | 6.8/10          |
| Pittsburgh Post-Gazette | [ 37 ]          |
| Rolling Stone           | [ 38 ]          |
| The Washington Post     | позитивная      |

Альбом получил преимущественно положительные оценки критиков. Майк Джойс из The Washington Post писал, что «Amish Paradise» была «безусловно, самым умной и забавной вещью, который может предложить „Bad Hair Day“, [и] её можно поставить в один ряд с такими классическими произведениями Янковича, как „Another One Rides the Bus“, „Smells Like Nirvana“ и „Eat It“». Публицисту также понравился «Gump» однако он счёл остальные пародии слабыми, особенно «Cavity Search», которую назвал «высосанной из пальца». Также Джойс заявил, что «одними из самых смешных вещей» альбома были оригинальные песни Янковича. В обзоре пластинки для Pittsburgh Post-Gazette рецензент издания отметил, что «девятая подборка оригинальных песен и пародий „Странного Эла“ Янковича укрепляет его статус как короля комедии в поп-музыке» и что пластинка «демонстрирует беспрецедентную способность автора улавливать стили других исполнителей и превращать скучные поп-песни в весёлые вещи». В свою очередь Дж. Д. Консидайн из The Baltimore Sun заявил, что хотя музыка Янковича может казаться «детской и глупой», сам артист бывает очень остроумным. В обзоре среди прочего были особо отмечены «The Alternative Polka» и «The Night Santa Went Crazy» как одни из лучших песен альбома.
Тем не менее не все отзывы были положительными. Стивен Томас Эрлевайн из AllMusic раскритиковал отсутствие юмора на альбоме, заявив, что «музыке Bad Hair Day не только не хватает юмора, но и той озорной энергии, которая делала первые альбомы Странного Эла такими забавными». Составители альманаха Rolling Stone Record Guide также поставили альбому низкую оценку — две звезды из пяти. Однако высоко оценили его ведущий сингл, отмечая «[„Amish Paradise“ такой смешной], что можно живот надорвать от смеха».

### Коммерческие показатели
Bad Hair Day был выпущен 12 марта 1996 года и в итоге стал самым продаваемым альбомом в дискографии Янковича. Пластинка дебютировала на 28-месте национального чарта Billboard 200 (30 марта 1996 года), в итоге добравшись до 14-й позиции. Альбом продержался в хит-параде в общей сложности 56 недель, что стало рекордом среди пластинок музыканта. Только в 1996 году альбом был продан тиражом 1 317 000 копий в Соединённых Штатах, установив рекорд по количеству проданных экземпляров за год среди комедийных альбомов с момента начала мониторинга организации Nielsen SoundScan (1991 год). 15 мая 1996 года лонгплей получил «золотой» сертификат от Американской ассоциации звукозаписывающих компаний (RIAA), а 11 июня того же года — «платиновый». По данным на май 2014 года, общие продажи альбома а США составили 2,025 миллиона копий, что делает его четвёртым самым кассовым комедийным альбомом эпохи Nielsen Soundscan. 3 октября 2019 года Bad Hair Day был сертифицирован RIAA как дважды «платиновый».
Кроме того, альбом пользовался популярностью в Канаде, где занял 9-е место в местном хит-параде, а также получил платиновый статус от Канадской ассоциации звукозаписывающей индустрии (CRIA) — с общим тиражом превышающим 100 000 экземпляров.

## Список композиций
| №   | Название                       | Автор(ы)                                                                   | Предмет пародии | Длительность |
| --- | ------------------------------ | -------------------------------------------------------------------------- | --- | ------------ |
| 1.  | «Amish Paradise»               | Артис Айви мл., Дуг Рашид, Ларри Сандерс, Стевленд Моррис, Альфред Янкович | Пародия на песню «Gangsta’s Paradise» хип-хоп-музыканта Кулио | 3:20         |
| 2.  | «Everything You Know Is Wrong» | Янкович                                                                    | Стилизация под творчество They Might Be Giants | 3:48         |
| 3.  | «Cavity Search»                | Пол Хьюсон, Дэвид Эванс, Адам Клейтон, Ларри Маллен-младший, Янкович       | Пародия на песню «Hold Me, Thrill Me, Kiss Me, Kill Me» группы U2 | 4:19         |
| 4.  | «Callin’ In Sick»              | Янкович                                                                    | Стилизация под гранж | 3:40         |
| 5.  | «The Alternative Polka»        | Различные исполнители                                                      | Попурри-полька включает: - «Loser» — Бек Хенсен - «Sex Type Thing» — Stone Temple Pilots - «All I Wanna Do» — Шерил Кроу - «Closer» — Nine Inch Nails - «Bang and Blame» — R.E.M. - «You Oughta Know» — Аланис Мориссетт - «Bullet with Butterfly Wings» — The Smashing Pumpkins - «My Friends» — Red Hot Chili Peppers - «I’ll Stick Around» — Foo Fighters - «Black Hole Sun» — Soundgarden - «Basket Case» — Green Day - «Ear Booker Polka» — «Странный Эл» Янкович | 4:50         |
| 6.  | «Since You’ve Been Gone»       | Янкович                                                                    | Оригинальный материал исполненный а капелла | 1:20         |
| 7.  | «Gump»                         | Кристофер Баллью, Янкович                                                  | Пародия на песню «Lump» группы The Presidents of the United States of America | 2:11         |
| 8.  | «I’m So Sick of You»           | Янкович                                                                    | Стилизация под творчество Элвиса Костелло | 3:26         |
| 9.  | «Syndicated Inc.»              | Дэвид Пирнер, Янкович                                                      | Пародия на песню Misery группы Soul Asylum | 3:54         |
| 10. | «I Remember Larry»             | Янкович                                                                    | Стилизация под творчество Хилли Майклза | 3:56         |
| 11. | «Phony Calls»                  | Маркиз Этеридж, Лиза Лопес, Organized Noize, Янкович                       | Пародия на песню «Waterfalls» группы TLC | 3:22         |
| 12. | «The Night Santa Went Crazy»   | Янкович                                                                    | Оригинальный материал | 4:03         |

## Невошедший материал
| Песня                                             | Длительность | Релиз                                                                                |
| ------------------------------------------------- | ------------ | ------------------------------------------------------------------------------------ |
| «Spy Hard»                                        | 2:48         | Би-сайд сингла «Gump» Выпускалась на отдельном сингле                                |
| «The Night Santa Went Crazy (Extra Gory Version)» | 4:02         | Би-сайд сингла «Amish Paradise» Включена в сборник The Essential “Weird Al” Yankovic |

## Участники записи
Информация взята из буклета альбома.

| Группа и технический персонал - «Странный Эл» Янковича — ведущий вокал, бэк-вокал, аккордеон, клавишные, продюсирование, аранжировки - Стив Джей — бас, бэк-вокал - Джон «Бермуда» Шварц — перкуссия, ударные - Джим Уэст — банджо, гитара, бэк-вокал - Рубен Вальтьерра — клавишные - Тони Папа — звукорежиссёр, сведение - Колин Зауэрс — ассистент звукорежиссёра - Берни Грундман — мастеринг - Дуг Хаверти — арт-директор - Карл Студна — фотографии | Дополнительные музыканты - Хэнк Азариа — голос Мо Сизлака - Нэнси Картрайт — голос Барта Симпсона - Гэри Хербиг — баритоновый саксофон - Томми Джонсон — туба - Уоррен Луенинг — труба - Джоэл Пескин — кларнет - Лайза Попей — бэк-вокал |  |

## Чарты и сертификация
| Чарт (1996)       | Высшая позиция |
| ----------------- | -------------- |
| Соединённые Штаты | 14             |

| Чарт (1996)       | Позиция |
| ----------------- | ------- |
| Соединённые Штаты | 44      |

| Год  | Сингл            | Высшая позиция |
| Год  | Сингл            | US 100         |
| ---- | ---------------- | -------------- |
| 1996 | «Amish Paradise» | 53             |
| 1996 | «Gump»           | 102            |

| Канада | Платиновый    | 100 000^   |
| Соединённые Штаты | 2× Платиновый | 2 000 000† |
| ^ означает, что данные о партиях основаны только на сертификации † означает, что продажи+стриминг, основанные только на сертификации |               |            |